# Любомир Враньєш
Любомир Враньєш  (швед. Ljubomir Vranjes, серб. Льубомир Враньеш, 3 жовтня 1973) — шведський гандболіст, олімпійський медаліст.

## Виступи на Олімпіадах
| Олімпіада   | Дисципліна | Місце |
| ----------- | ---------- | ----- |
| Сідней 2000 | гандбол    | 2     |

## Зовнішні посилання
- Досьє на sport.references.com [Архівовано 31 січня 2011 у Wayback Machine.]